# Saint-Germain-de-Prinçay
Pour les articles homonymes, voir Saint-Germain.
Saint-Germain-de-Prinçay est une commune française située dans le département de la Vendée, en région Pays de la Loire.
Ses habitants sont les Germinois.

## Géographie
Le territoire municipal de Saint-Germain-de-Prinçay s'étend sur 2 476 hectares. L'altitude moyenne de la commune est de 76 mètres, avec des niveaux fluctuant entre 51 et 98 mètres,.
La commune est arrosée par le Petit Lay.

### Lieux dits et écarts
- la Touche
- la Sangle
- la Plaine
- les Roches Baritaud
- la Montagne
- Froutin
- les Bouchauds
- les Fournils
- la GuignardelLa Bodinière
- le Tail
- Bel Air les Noues
- Bel Air la Plaine
- Bel Air les Fours
- la Tranchais
- le Transwaal
- la Jaubretière
- Chassais l'Abbaye
- les Sauvineries
- les Basses Thenies
- les Boudauderies
- Thenies
- Lousigny
- l'Abricotière
- la Grande Etablière
- l'Armousson
- le Fief Ménard
- l'Ardière
- l'Amadon
- les Noues
- les Coudrais
- les Grois
- les Traires

|                          | Mouchamps                | Saint-Prouant |
| Saint-Vincent-Sterlanges | Saint-Germain-de-Prinçay |               |
| Sainte-Cécile            | Chantonnay               | Sigournais    |

### Climat
Pour des articles plus généraux, voir Climat des Pays de la Loire et Climat de la Vendée.
En 2010, le climat de la commune est de type climat océanique franc, selon une étude du CNRS s'appuyant sur une série de données couvrant la période 1971-2000. En 2020, Météo-France publie une typologie des climats de la France métropolitaine dans laquelle la commune est exposée à un climat océanique et est dans la région climatique  Bretagne orientale et méridionale, Pays nantais, Vendée, caractérisée par une faible pluviométrie en été et une bonne insolation. 
Pour la période 1971-2000, la température annuelle moyenne est de 12 °C, avec une amplitude thermique annuelle de 14,2 °C. Le cumul annuel moyen de précipitations est de 839 mm, avec 12,5 jours de précipitations en janvier et 6,6 jours en juillet. Pour la période 1991-2020, la température moyenne annuelle observée sur la station météorologique de Météo-France la plus proche, « St-Fulgent_sapc », sur la commune de Saint-Fulgent à 19 km à vol d'oiseau, est de 12,6 °C et le cumul annuel moyen de précipitations est de 815,9 mm,. Pour l'avenir, les paramètres climatiques de la commune estimés pour 2050 selon différents scénarios d'émission de gaz à effet de serre sont consultables sur un site dédié publié par Météo-France en novembre 2022.

## Urbanisme

### Typologie
Au 1er janvier 2024, Saint-Germain-de-Prinçay est catégorisée bourg rural, selon la nouvelle grille communale de densité à sept niveaux définie par l'Insee en 2022.
Elle est située hors unité urbaine. Par ailleurs la commune fait partie de l'aire d'attraction de Chantonnay, dont elle est une commune du pôle principal,. Cette aire, qui regroupe 10 communes, est catégorisée dans les aires de moins de 50 000 habitants,.

### Occupation des sols
L'occupation des sols de la commune, telle qu'elle ressort de la base de données européenne d’occupation biophysique des sols Corine Land Cover (CLC), est marquée par l'importance des territoires agricoles (90,8 % en 2018), une proportion sensiblement équivalente à celle de 1990 (91,6 %). La répartition détaillée en 2018 est la suivante : 
terres arables (60,1 %), zones agricoles hétérogènes (17,5 %), prairies (10,6 %), zones urbanisées (4,7 %), forêts (4,3 %), cultures permanentes (2,6 %), zones industrielles ou commerciales et réseaux de communication (0,2 %). L'évolution de l’occupation des sols de la commune et de ses infrastructures peut être observée sur les différentes représentations cartographiques du territoire : la carte de Cassini (XVIIIe siècle), la carte d'état-major (1820-1866) et les cartes ou photos aériennes de l'IGN pour la période actuelle (1950 à aujourd'hui).

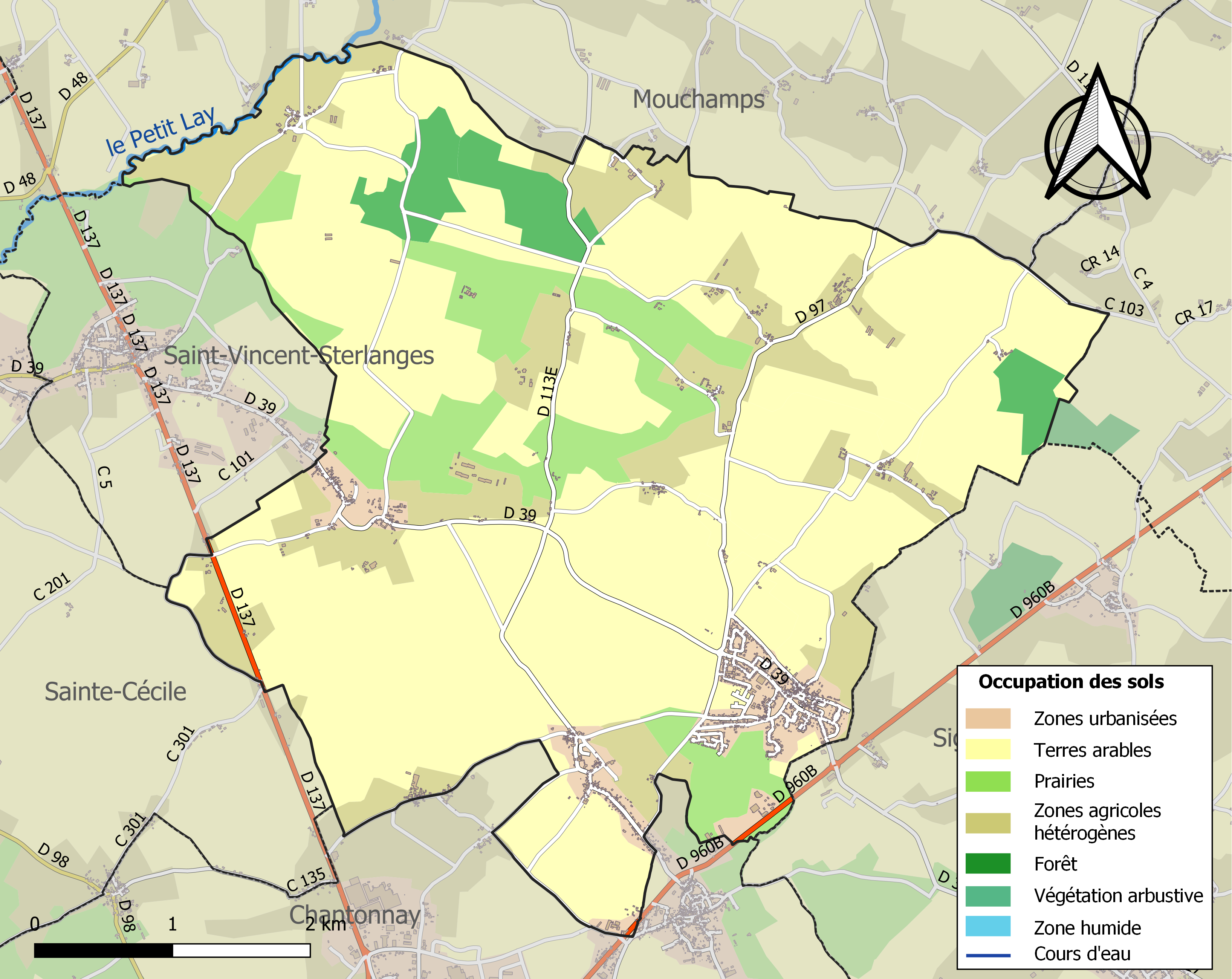
Carte des infrastructures et de l'occupation des sols de la commune en 2018 (CLC).

## Toponymie
Durant la Révolution, la commune porte le nom de Prinçay-le-Vineux.

## Emblèmes

### Héraldique
| Blason | Blasonnement : De sinople à l'épée haute d'or, accostée de deux chapelles du même, à la bordure componée d'argent et de gueules de seize pièces. |

### Devise
La devise de Saint-Germain-de-Prinçay : Finis Coronat Opus.

## Population et société

### Démographie

#### Évolution démographique
L'évolution du nombre d'habitants est connue à travers les recensements de la population effectués dans la commune depuis 1793. Pour les communes de moins de 10 000 habitants, une enquête de recensement portant sur toute la population est réalisée tous les cinq ans, les populations de référence des années intermédiaires étant quant à elles estimées par interpolation ou extrapolation. Pour la commune, le premier recensement exhaustif entrant dans le cadre du nouveau dispositif a été réalisé en 2004.

En 2022, la commune comptait 1 629 habitants, en évolution de +8,38 % par rapport à 2016 (Vendée : +5,33 %, France hors Mayotte : +2,11 %).
| 1793  | 1800 | 1806  | 1821  | 1831  | 1836  | 1841  | 1846  | 1851  |
| ----- | ---- | ----- | ----- | ----- | ----- | ----- | ----- | ----- |
| 1 000 | 845  | 1 015 | 1 030 | 1 080 | 1 085 | 1 123 | 1 220 | 1 229 |

| 1856  | 1861  | 1866  | 1872  | 1876  | 1881  | 1886  | 1891  | 1896  |
| ----- | ----- | ----- | ----- | ----- | ----- | ----- | ----- | ----- |
| 1 203 | 1 237 | 1 221 | 1 183 | 1 231 | 1 261 | 1 253 | 1 230 | 1 204 |

| 1901  | 1906  | 1911  | 1921  | 1926  | 1931  | 1936  | 1946  | 1954  |
| ----- | ----- | ----- | ----- | ----- | ----- | ----- | ----- | ----- |
| 1 184 | 1 251 | 1 203 | 1 100 | 1 062 | 1 071 | 1 067 | 1 113 | 1 026 |

| 1962 | 1968 | 1975 | 1982  | 1990  | 1999  | 2004  | 2006  | 2009  |
| ---- | ---- | ---- | ----- | ----- | ----- | ----- | ----- | ----- |
| 933  | 911  | 965  | 1 202 | 1 388 | 1 368 | 1 405 | 1 425 | 1 482 |

| 2014  | 2019  | 2022  | - | - | - | - | - | - |
| ----- | ----- | ----- | - | - | - | - | - | - |
| 1 506 | 1 598 | 1 629 | - | - | - | - | - | - |

#### Pyramide des âges
En 2018, le taux de personnes d'un âge inférieur à 30 ans s'élève à 33,5 %, soit au-dessus de la moyenne départementale (31,6 %). À l'inverse, le taux de personnes d'âge supérieur à 60 ans est de 26,0 % la même année, alors qu'il est de 31,0 % au niveau départemental.
En 2018, la commune comptait 812 hommes pour 754 femmes, soit un taux de 51,85 % d'hommes, largement supérieur au taux départemental (48,84 %).
Les pyramides des âges de la commune et du département s'établissent comme suit.
| Hommes | Classe d’âge | Femmes |
| ------ | ------------ | ------ |
| 0,2    | 90 ou +      | 1,6    |
| 4,8    | 75-89 ans    | 6,9    |
| 20,0   | 60-74 ans    | 18,8   |
| 22,2   | 45-59 ans    | 21,1   |
| 18,8   | 30-44 ans    | 18,9   |
| 15,3   | 15-29 ans    | 14,6   |
| 18,7   | 0-14 ans     | 18,2   |

| Hommes | Classe d’âge | Femmes |
| ------ | ------------ | ------ |
| 0,8    | 90 ou +      | 2,2    |
| 8,7    | 75-89 ans    | 11,1   |
| 20,3   | 60-74 ans    | 21,3   |
| 20     | 45-59 ans    | 19,4   |
| 17,5   | 30-44 ans    | 16,8   |
| 15     | 15-29 ans    | 13,2   |
| 17,7   | 0-14 ans     | 16,1   |

## Lieux et monuments
- Menhir des Roches-Baritaud : menhir classé au titre des monuments historiques en 1983[21] et 1987[22].
- Vestiges du dolmen de l'Amadon.
- Église Saint-Germain (XIe siècle).
- Temple protestant.
- Château des Roches-Baritaud (XVe siècle).
- Logis de Lousigny (XVIIIe siècle).
- Logis de la Bodinière.
- Logis de Froutin (XVIIIe siècle).
- Logis des Grois (XVIIIe siècle).
- Logis des Fournils.
- Logis de la Touche.
- Logis des Noues.

## Personnalités liées à la commune
- Félix Marchegay, député de la Vendée.
- Gustave Marchegay, architecte et sculpteur.
- Louis Marchegay (1869-1933), député à l'Chambre des députés de 1895 à 1898, maire de la commune de 1925 à 1933.